# Frédéric Antonetti
Frédéric Antonetti (født 19. august 1961) er en tidligere fransk fodboldspiller og træner.